# ネオジオカップ'98 〜THE ROAD TO THE VICTORY〜
『ネオジオカップ'98 〜THE ROAD TO THE VICTORY〜』（英語: Neo Geo Cup '98: The Road to the Victory）は、SNKが発売したネオジオのサッカーゲーム。1998年に発売された。

## ゲームの特徴
『得点王3 栄光への挑戦』の焼き直しであり、同作品のゲームシステムやグラフィックをそのまま踏襲している。しかし、ゲームデータは1998年W杯を控えた時期に発売された理由で、1998年W杯予選終了時のデータが反映されている。以下にゲームシステム上の特徴を記す。
- 十字キーまたはジョイスティックでドリブル。Aボタン:ショートパス・シュート（オフェンス）、スライディング（ディフェンス）。Bボタン:ロングパス（オフェンス）、タックル・ラフプレー（ディフェンス）。Cボタン:ショートキック（オフェンス）、選手切り替え（ディフェンス）。
- ネームエントリーあり。チーム選択後、3文字でアルファベット・.・&・!・アラビア数字（このソフトより導入）から20カウント以内に選択が可能。
- チームの能力を8つの方法によってパワーアップさせる事が出来る。強化方法は、全体強化（FULL TEAM-POWER UP），攻撃力強化（ATTACK POWER UP），守備力強化（DEFENSE POWER UP），スピード強化（SPEED UP），チームワーク強化（TEAMWORK UP），テクニック強化（TECHNIQUE UP。このソフトより導入），キャプテン強化（CAPTAIN-POWER UP），ゴールキーパー強化（GOALKEEPER-POWER UP）の8つより1つを選択。
- ワールドカップモード（ワールドトーナメント〔WORLD TOURNAMENT〕という名称である。1998 FIFAワールドカップが元ネタとなった大会である。）の他に、各地区ごとの大陸選手権大会モードも導入され、選択が可能になっている。大陸選手権大会モードでは、まず3試合戦った後、3連勝すれば4チームによる決勝トーナメントになる。大陸選手権大会モードには以下の5つが用意され、ワールドカップモードを含めて1つを選ぶ事が出来る。山括弧内は元ネタとなった大会である。また対戦モード（2人用）もある。自分の選んだチームの能力に応じて、対戦相手が決定される[5]。
  - ヨーロッパトーナメント（EUROPE TOURNAMENT）〈UEFA EURO '96〉
  - 南アメリカトーナメント（SOUTH AMERICA TOURNAMENT）〈コパ・アメリカ1997〉
  - 北中米トーナメント（AMERICAS TOURNAMENT）〈1998 CONCACAFゴールドカップ〉
  - アフリカトーナメント（AFRICA TOURNAMENT）〈アフリカネイションズカップ1998〉
  - アジアトーナメント（ASIA TOURNAMENT）〈AFCアジアカップ1996〉
- 1試合の試合時間はタイムメーターにより進行。最初は残り時間が黄色だが、残り時間が少なくなると赤色に変化する。ロスタイムがあり、「TIME」と書かれた文字が点滅する[6]。
- キックオフ時は、任意にプレイヤー側かコンピューター側（もしくは1Pか2P）がボールを持った状態で始まる。得点が入ると失点した側がボールを持った状態で始まる。
- "CAP."（キャプテン。必ずしもフォワードとは限らない〔但し、ゴールキーパー以外〕。）とマークの付いた選手がいるが、それ以外の選手と能力面での差はない（但し、キャプテン強化（CAPTAIN-POWER UP）を選択した場合、能力に差を付ける事が出来る）。
- ファウルを導入。よって、イエローカード・レッドカード，ファウルによって発生する可能性のあるフリーキック・PKも導入された。ファウルの画面では、選手能力アップ（SUPER PSYCHE UP），ダメージ無し（何も表示されない），脚を負傷（LIGHT DAMEGE。動きが一定時間遅くなる），負傷退場（WOUNDED）〔以上、ファウルを受けた時〕、カード無し，イエローカード（2枚でレッドカードとなり退場），レッドカード〔以上、ファウルを犯した時〕がランダムに決定される。審判に暴言を吐く（BAD CALL）事で、カードを貰う（あるいは退場になる（SENT OFF））演出もある。
- フリーキックの場面では、ペナルティーエリアより遠いと、そのまま蹴る場面だが、ペナルティーエリアより近いと3D画面の直接フリーキックの場面になる。PKの場合は、キーパー（キッカー）と対峙し、Aボタンで正面，矢印を左右に押しながらAボタンを押すと、ボールが左右にシュートする（キーパーが左右に跳ぶ）。
- ペナルティーエリアより近くまで来ると"CHANCE"の文字が出て、その状態でAボタンを押すと、フィールド全体の状態から、キーパーとゴールポストを対峙した3D画面の状態になる。その状態でシュートを決めてもゴールになる。"CHANCE"の文字が出た後、更にペナルティーエリア内に進むと、"SHOOT"の文字が出て、シュートを打てるようになる。
- 勝てば次の試合に進むが、負けか引き分けの場合はゲームオーバー。コンティニュー機能あり（ゲームオーバーの前に10カウント以内にコンティニューが可能）。コンティニューするとPK戦，サドンデス（コンティニュー直前の試合），コンティニュー直前の試合を初めから行うか選択できる。全ての試合に勝つとエンディングとなり、スタッフロール（自分が選んだチームの国旗と製作スタッフが描いたイラスト〔ワールドトーナメントクリア時〕，大陸の画面〔大陸選手権大会モードクリア時〕が背景として描かれている。）が流れる。この時、ノーコンティニューでクリアすると、フォワード，ゴールキーパー，審判，線審，グラウンドキーパーが登場し、寸劇を見せてくれる。
- 選手の名前がファウルやゴールの時にも表示される。ゴールの時には、当該ゲームで上げた得点（SCORE）と通算得点（TOTAL）が表示され、ハイスコアランキングの対象となった（後述）。選手の名前は得点王シリーズと同様、実在の選手の変名である。CRESKO（アルゼンチン。エルナン・クレスポ）のように、実際に付けていた背番号と異なる背番号になっている選手もいる（ゲーム上では11を付けているが、実際は19を着用していた。尚、現実に11を付けていたのは、フアン・セバスティアン・ベロンである。）。
- ハイスコアランキングが導入された。ランキングは2種類あり、チームランキング（試合数＞勝利数＞得点数＞得失点差の順に上位10位以内。そのためコンティニューした方が、ランクインしやすい。）[7] と個人得点ランキング（得点数の多い選手の上位10位以内。フォワードが大半だったが、ミッドフィールダーがランクインすることもある）があった。

## 出場チーム
全部で64チームから選択可能。8チームずつ8つの地域に分かれている。64チームの内容は以下の通り。尚、各チームとも独自のフォーメーションを持っている。
- ヨーロッパA:  イタリア,  オランダ， スイス， ノルウェー,  イングランド,  トルコ,  ポルトガル,  クロアチア
- ヨーロッパB:  ドイツ,  スペイン,  アイルランド,  ベルギー,  ルーマニア， デンマーク,  スコットランド,  チェコ
- ヨーロッパC:  フランス,  スウェーデン,  ブルガリア,  ロシア,  ギリシャ,  オーストリア,  ハンガリー, ユーゴスラビア[8]
- アフリカ:  ナイジェリア,  モロッコ,  カメルーン,  エジプト,  南アフリカ共和国,  ザンビア， コートジボワール[9],  チュニジア
- 北中米カリブ海:  アメリカ合衆国,  カナダ,  グアテマラ,  メキシコ,  コスタリカ,  エルサルバドル,  プエルトリコ,  ジャマイカ
- 南米:  ブラジル,  コロンビア,  アルゼンチン,  パラグアイ,  ウルグアイ,  エクアドル,  ペルー,  チリ
- アジアA（オセアニア含む）:  オーストラリア,  ニュージーランド， 中華人民共和国,  台湾,  イラン,  ベトナム， イラク，  シンガポール
- アジアB:  サウジアラビア， 韓国， 日本,  アラブ首長国連邦,  香港[10],  タイ,  インド,  マレーシア